# Emmy Göring
Emmy Johanna Henny Göring, född Sonnemann den 24 mars 1893 i Hamburg, död 8 juni 1973 i München, var en tysk skådespelerska.
Emmy Sonnemann gifte sig 1916 med skådespelaren Karl Köstlin och skilde sig från honom 1926. År 1934 mötte hon Hermann Göring, och hon blev hans andra hustru 1935. Vid vigseln i Berliner Dom och den efterföljande bröllopsfesten på Hotel Kaiserhof 10 april 1935 närvarade Adolf Hitler. Paret fick 1937 lyxmotoryachten Carin II som försenad bröllopsgåva av den tyska bilindustrins organisation.
Paret fick dottern Edda Göring 1938. Efter andra världskrigets slut dömdes Emmy Göring för sitt nazistsamröre till ett års straffarbete i arbetsläger samt yrkesförbud vid teater och film under fem år.
År 1967 publicerade Emmy Göring memoarboken An der Seite meines Mannes: Begebenheiten und Bekenntnisse.

## Filmografi i urval
- 1932 – Goethe lebt...!
- 1934 – Wilhelm Tell
- 1935 – Oberwachtmeister Schwenke